# Coca-Cola FEMSA
A Coca-Cola FEMSA, também conhecida como KOF, é um empresa multinacional de bebidas mexicana com sede na Cidade do México. Ele é uma subsidiária da FEMSA, que possui 48% de suas ações, com 28% pertencentes a subsidiárias integrais da The Coca-Cola Company e os 24% restantes listados publicamente na Bolsa Mexicana de Valores (desde 1993) e na Bolsa de Valores de Nova Iorque (desde 1998). É a maior franquia engarrafadora de Coca-Cola em todo mundo, tendo operações em países da América Latina e nas Filipinas, sendo que o seu maior e mais rentável mercado está no México.
A Coca-Cola FEMSA começou como uma joint venture com a The Coca-Cola Company, em 1991, com a FEMSA inicialmente possuindo 51% das ações. Ele começou a expandir sua atuação internacional, em 2003, quando adquiriu a Panamco, outro franquia engarrafadora de Coca-Cola mexicana com operações na América Central, Colômbia, Venezuela e Brasil. Posteriormente ela adquiriu empresas de engarrafamento adicionais no Brasil (o segundo maior do mercado), bem como a principal engarrafadora da Coca-Cola nas Filipinas em 2013. A empresa registrou receita de US$ 9,6 bilhões em 2015.

## Leitura posterior
Na tentativa de 2011 da Coca-Cola FEMSA de entrar no mercado de vendas de café:
- Capron, Laurence and Mitchell, Will (2013). Build, Borrow, or Buy: Solving the Growth Dilemma, pp. 37-39. Harvard Business Press. ISBN 1422143724

Na abordagem da Coca-Cola FEMSA na gestão de recursos humanos, com foco em suas operações na Colômbia: 
- Brewster, Chris and Mayrhofer, Wolfgang (eds.) (2012). Handbook of Research on Comparative Human Resource Management, pp. 488-489. Edward Elgar. ISBN 0857938711

Sobre os movimentos estratégicos assumidos pela Coca-Cola FEMSA e outras cinco empresas mexicanas durante a crise financeira de 2008 e a subsequente recessão:
- Grosse, Robert (janeiro de 2012). "Latin American Company Strategies in the Financial Crisis". Global Journal of Emerging Market Economies,  Vol. 4, nº 1, pp. 55-70 (requer cadastro)